# Discographie de The Game
Cette page présente la discographie du rappeur américain The Game.

## Albums

### Albums studio
| The Documentary     | - Sortie : 18 janvier 2005 - Labels : G-Unit, Aftermath, Interscope - Formats : CD, téléchargement digital | 1 | 42 | 1  | 11 | 3  | 11 | 8  | 7  |
| Doctor's Advocate   | - Sortie : 14 novembre 2006 - Label : Geffen - Formats : CD, téléchargement digital                        | 1 | 28 | 2  | 29 | 8  | 24 | 15 | 21 |
| LAX                 | - Sortie : 26 août 2008 - Label : Geffen - Formats : CD, téléchargement digital                            | 2 | 12 | 2  | 33 | 8  | 18 | 8  | 9  |
| The RED Album       | - Sortie : 23 août 2011 - Labels : DGC, Interscope - Formats : CD, téléchargement digital                  | 1 | 12 | 2  | 22 | 7  | 27 | 7  | 14 |
| Jesus Piece         | - Sortie : 11 décembre 2012 - Labels : DGC, Interscope - Formats : CD, téléchargement digital              | 6 | -  | 16 | -  | -  | -  | -  | 76 |
| The Documentary 2   | - Sortie : 9 octobre 2015 - Labels : Blood Money, eOne - Formats : CD, téléchargement digital              | - | -  | -  | -  | 10 | 5  | -  | 4  |
| The Documentary 2.5 | - Sortie : 16 octobre 2015 - Labels : Blood Money, eOne - Formats : CD, téléchargement digital             | - | -  | -  | -  | -  | -  | -  | -  |
| 1992                | - Sortie : 14 octobre 2016 - Labels : Blood Money, eOne - Formats : CD, téléchargement digital             | - | -  | -  | -  | -  | -  | -  | -  |

2019 : Born 2 Rap

### Albums indépendants
| Untold Story                                                                 | - Sortie : 5 octobre 2004 - Label: Get Low, Fast Life - Formats : CD, téléchargement digital   | 146 | 27 | 29 | —  |
| West Coast Resurrection                                                      | - Sortie : 29 mars 2005 - Label : Get Low, Fast Life - Formats : CD, téléchargement digital    | 53  | 2  | 24 | —  |
| Untold Story: Volume II                                                      | - Sortie : 26 juillet 2005 - Label : Get Low, Fast Life - Formats : CD, téléchargement digital | 61  | 7  | 29 | 17 |
| G.A.M.E.                                                                     | - Sortie : 21 mars 2006 - Label : Get Low, Fast Life - Formats : CD, téléchargement digital    | 151 | 14 | 31 | 16 |
| « — » indique que l'album ne s'est pas classée dans le hit-parade de ce pays |                                                                                                |     |    |    |    |

### Album promotionnel
- 2004 : Westside Story: The Compton Chronicles

### Mixtapes
- 2005 : Who Got Game -  no 150

- 2005 : Stop Snitchin Stop Lyin

- 2007 : The Re Advocate
- 2007 : Black Monday

- 2008 : Blood Dreams
- 2008 : Compton King
- 2008 : The WestCoast Blokk Monster

## Chansons

### Singles
- 2005 : Higher
- 2005 : How We Do featuring 50 Cent
- 2005 : Hate It or Love It featuring 50 Cent
- 2005 : Dreams
- 2005 : Put You On the Game featuring Timbaland
- 2006 : It's Okay (One Blood) featuring Junior Reid
- 2006 : Let's Ride
- 2007 : Wouldn't Get Far featuring Kanye West
- 2008 : Big Dreams
- 2008 : Game's Pain featuring Keyshia Cole
- 2008 : Dope Boys featuring Travis Barker
- 2008 : My Life featuring Lil Wayne
- 2010 : Shake
- 2011 : Red Nation featuring Lil Wayne
- 2011 : Pot Of Gold featuring Chris Brown

### Collaborations
- 2004 : Certified Gangstas de Jim Jones Feat Cam'Ron, Jay Bezel & The Game
- 2005 : Playa's Only de R.Kelly Feat The Game
- 2006 : Hustlers de Nas & Marsha Feat The Game sur l'album Hip Hop Is Dead
- 2006 : Brest city de Arturo el cho & Marsha Feat The Game sur l'album Gang Bang Juan latino
- 2008 : Make The World Go Round de Nas Feat Chris Brown & The Game
- 2008 : The Future de Joe Budden Feat The Game
- 2009 : Brest Homies de Elliot Tha Dude and Big Thug C
- 2009 : Better on the other side (« Mieux de l'autre côté ») de Chris Brown, P.Diddy, Polow Da Don, Mario Winans, Usher, Boyz II Men et Game. (Hommage à Michael Jackson)
- 2011 : Caillera for life  de La Fouine Feat The Game sortie sur l'album La Fouine vs Laouni l'album de La Fouine
- 2011 : Love them girls de Chris Brown Feat The Game qui figure sur l'album F.A.M.E.
- 2011 : Standin on a Corner Feat B.o.B Wiz Khalifa produit par Hall F
- 2011 : Drive-By en LOXAM cc Feat Kamel Le Dentiste A.K.A La Clé A Molaire produit par MR. de Segonsbarr
- 2012 : You Drink So Much LABEL5 Feat MichDALE Ohio & Horror Elbiche

### Collaborations et apparitions
2002
- Freestyle feat. DJ Green Lantern & Joe Blast sur l'album Invasion
- Timez Up feat Young Noble sur l'album Noble Justice

2003
- Jump 2 This feat. Mac And A.K. sur l'album Hustle Music Vol. 1
- We Gangstas feat. Sean T sur l'album Terrain Bo$$
- We Are feat. Sean T & Blue Chip sur l'album Terrain Boss

2004
- When The Chips Are Down feat. Lloyd Banks sur l'album The Hunger For More
- Stomp feat. Young Buck & Ludacris sur l'album Straight Outta Ca$hville
- Dead Bodies feat. The Alchemist & Prodigy sur l'album 1st Infantry
- Don't Play feat. MC Eiht sur l'album Tony Smallz - Smoke In Tha City
- About Me feat. Guce And Killa &  Boo Banger sur l'album Bullys Wit Fully 2: GangstaWithoutTheRap
- Riskin It All feat. M-Dash, JT The Bigga Figga, Mista Cane & Tilt sur l'album Po, Broke And Hungry
- We Run This feat. M-Dash, Sean T & Prohozak sur l'album Po, Broke And Hungry
- GTA san andreas, voix d'un personnage

2005
- Hate It Or Love It feat. 50 Cent, Lloyd Banks, Young Buck & Tony Yayo sur l'album The Massacre
- Fuck Wit It feat. Sean T sur l'album Dopegame 2
- Playas Only feat. R. Kelly sur l'album TP.3 Reloaded
- Crack Music feat. Kanye West sur l'album Late Registration
- Quiet feat. Lil' Kim sur l'album The Naked Truth
- SoushSide feat. Lil' Scrappy sur l'album Coach Carter OST
- Compton Compton sur l'album Fastlife Music: Code Of The Streets
- The Top Of The World feat. Rohff sur l'album The Basement
- Welcome To The Afthermath feat. Gage

2006
- Never Snitch feat. Scarface & Beanie Sigel sur l'album My Homies Part 2
- 1970's Somethin' feat. The Notorious B.I.G. & Faith Evans sur l'album Duets: The Final Chapter
- On Bail feat. Xzibit, Daz Dillinger & T-Pain sur l'album Full Circle
- Breathe & Stop feat. Fat Joe sur l'album Me Myslef & I
- Gangbangn 101 feat. Snoop Dogg sur l'album Tha Blue Carpet Treatment
- Hustlers feat. Nas & Marsha sur l'album Hip Hop Is Dead
- Get You Money Right feat. Dr. Dre & Jay-Z sur l'album Dretox

2007
- Anybody Killa feat. Tha Dogg Pound sur l'album Dogg Chit
- West Coast Voodoo feat. WC sur l'album Guilty by Affiliation
- Colors feat. Rick Ross & Sean Kingston
- Scorpion String feat. Ève sur l'album Here I Am
- Gangsta Music feat. Omar Cruz sur l'album Sign of the Cruz
- Don't Love Me No More feat. Jim Jones sur l'album Harlem's American Gangster
- Where You At feat. Ray J sur l'album All I Feel

2008
- We Make The World Go Round feat. Nas & Chris Brown sur l'album Untitled
- Gangsta Party feat. Akon
- Get Used to It feat. WC sur l'album Raw Footage d'Ice Cube
- I'm From the Ghetto feat. Jadakiss & Dj Khaled
- Big Boys feat. Big Wy, Jim Jones &Mack 10
- Get Up On It feat. Mams Taylor & Lil' Kim
- Call Up the Homies feat. Ludacris sur l'album Theater of the Mind
- Pain No More feat. E-40 & Snoop Dogg sur l'album The Ball Street Journal
- Red Light feat. DJ Khaled sur l'album We Global
- The Future feat. Joe Budden sur l'album The Paded Room

2009
- No Love feat. Twista sur l'album Category F5
- Creepin feat. Chamillionaire & Ludacris sur l'album Venom
- Follow Me Home feat. Jay Rock sur l'album Follow Me Home

2011
- Caillra For Life feat. La Fouine issue de l'album de La Fouine qui est sorti le 14 février 2011.
- Love them girls feat. Chris Brown sur l'album F.A.M.E.